# サイ・コールマン
サイ・コールマン（Cy Coleman、1929年6月14日 - 2004年11月18日）はアメリカ合衆国の作曲家

## 経歴
ハイスクールオブミュージックアンドアートとニューヨーク音楽大学で教育を受けたソングライター（「ウィッチクラフト」、「ビッグスペンダ」、「ヘイ、ルックミーオーバー」）、作曲家、ピアニスト。 彼はまた、ルドルフ・グルーエン（奨学金）とアデル・マーカスに師事しました。 彼はニューヨークのスタインウェイホールとタウンホールで6歳のときに最初のピアノリサイタルを行いました。 その後、彼は自分のトリオを率いました。